# کاتوی بزرگ
کاتو (ولادت ۲۳۵ ق م. وفات ۱۴۹ ق م) معروف به کاتوی بزرگ (به لاتین: Cato maior) یا کاتوی کنسور (به لاتین: Cato Censor) با نام کامل مارکوس پورکیوس کاتو (به لاتین: Marcus Porcius Cato) سناتور و تاریخ‌نویس اهل روم باستان بود. او برای محافظه‌کاری و ضدیتش با هلنیسم شناخته شده‌است. کاتوی بزرگ جد کاتوی کوچک، یکی از رقبای ژولیوس سزار است.

## فعالیت‌ها
کاتو در زراعت و جنگ و حقوق به وطن خویش خدمات بسیاری انجام داد. در سال ۱۸۴ ق.م. به مقام حکومتی «کنسور» رسید. سپس از جانب روم مأمور شد که به آفریقا رود و در اختلافی که بین ماسینیسا و کارتاژ پدیدآمده بود حکم نماید. کاتو چون در آن سفر عظمت و قدرت کارتاژ را مشاهده کرد و آن قدرت را منافی مصالح وطن خویش دید به مخالفت با شهر مزبور کمر بست و آتش جنگ روم و کارتاژ را دامن زد. به نوشته پلوتارک، کاتو هر سخنرانی‌اش را فارغ از محتوای باقی سخنرانی با جمله «و البته من عقیده دارم کارتاژ باید نابود شود» (به لاتین: Ceterum autem censeo Carthaginem esse delendam) به پایان می‌برد. رقیب کاتو، پابلیوس ناسیکا نیز هر سخنرانی‌اش را با «و البته من عقیده دارم به کارتاژ باید رحم کرد» تمام می‌کرد.
کاتوی بزرگ در ۱۴۹ ق.م. درگذشت. مدتی کوتاه پس از مرگ او روم با حمله به کارتاژ سومین جنگ پونی را آغاز کرد. پس از شکست کارتاژ در این جنگ، رومی‌ها بازمانده مردم کارتاژ را به بند کشیدند و به بردگی فروختند، شهر را به آتش کشیدند و آن با خاک یکسان کردند.

## میراث
کاتو دارای کتابی در «اساس روم» بوده‌است که اکنون در دست نیست لکن کتاب دیگر وی در باب «زراعت» موجود و از آثار ذی‌قیمت روم باستان بشمار می‌رود.
یکی از دهانه‌های ماه به نام او نامگذاری شده‌است.
در فیلم «اسکیپیوی آفریقایی» (محصول ۱۹۷۱ ایتالیا با بازی مارچلو ماسترویانی به جای اسکیپیوی آفریقایی) ویتوریو گاسمن نقش کاتوی بزرگ را بازی کرد.